# 코주부원숭이
코주부원숭이(proboscis monkey) 또는 긴코원숭이(long-nosed monkey)는 긴 코와 적갈색 피부 및 긴 꼬리를 가지고 있는 교목성 구세계원숭이 종이다. 동남아시아의 보르네오 섬 고유종으로 주로 맹그로브 숲과 섬 해안 지역에서 발견된다.
서식지 내에서는 보르네오오랑우탄 및 은색루뚱과 같은 원숭이 종과 공존하고 있다. 코주부원숭이는 코주부원숭이속(Nasalis)의 유일종으로서 단형종이다.

## 특징
몸길이 54-76cm, 꼬리길이 52-76cm이다. 몸무게는 암컷이 8–12 kg, 수컷이 16-23kg이다. 몸빛깔은 밝은 적갈색이나 가슴과 배는 하얀색이다. 

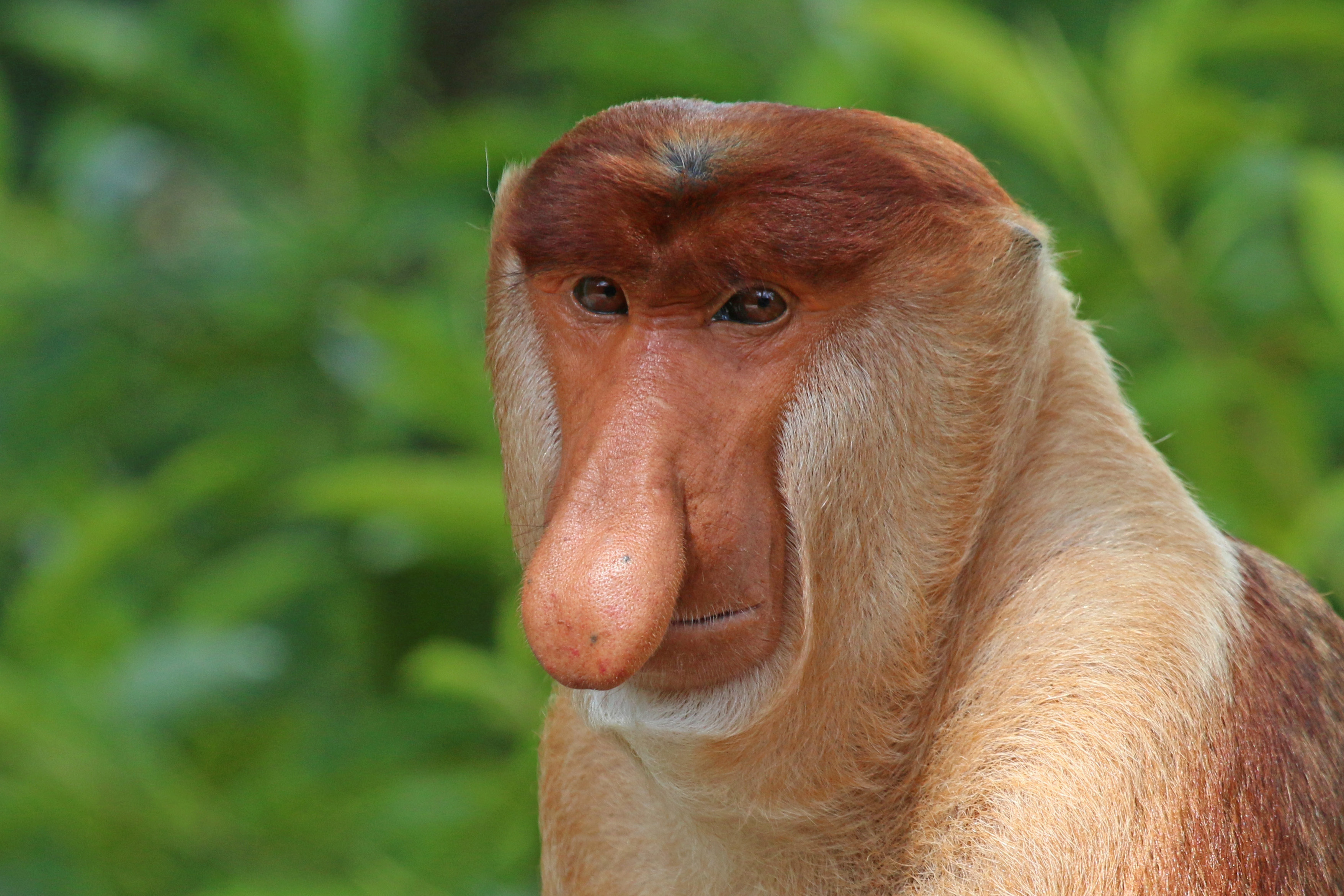
코주부원숭이 수컷의 코는 길고 두툼한 형태를 하고 있다.

이 원숭이의 최대의 특징은 코라고 할 수 있다. 수컷은 길고 두툼하게 살찐 코를 가지고 있다. 수컷의 코는 10cm나 아래로 늘어지는 때도 있다. 나팔소리 같은 우렁찬 소리를 낼 때는 코가 우뚝선다. 아마도 다른 원숭이들에게 위험을 알리는 소리를 크게 해 주는 확성기 같은 기능을 하는 듯하다. 화가 나면 코가 빨개지거나 부풀어 오르기도 한다. 암컷과 새끼의 코는 수컷보다 훨씬 짧고 앞으로 툭 튀어나와 있으며 울음소리도 작다. 먹이는 어린 나뭇잎이나 가지가 주식이다. 어른 원숭이는 머리·등·어깨·넓적다리가 붉은색이고, 팔과 다리는 엷은 회색이다. 새끼는 은청색으로 태어나 3개월이 지나면 회색이 된다. 한배에 한 마리의 새끼를 낳는다. 날카로운 어금니가 있어서 잎을 쉽게 잘게 부술 수 있으며, 엄지손가락이 잘 발달해 먹이를 집기가 좋다. 긴 손가락과 발가락으로 나뭇가지를 잡고 잽싸게 나무를 오르내린다. 큰 수컷은 한 손으로 긴 코를 제치고 먹이를 먹는다. 평균 30마리 정도가 무리를 지어 활동한다. 변화가 심한 음성을 가지고 있어 강을 왕래하는 배 위에서 이들을 쉽게 확인할 수 있다. 물가를 좋아하며 헤엄도 잘 친다. 냇가를 따라서 망그로브 숲이나 물가 가까운 산림에 서식한다. 칼리만탄섬에 분포한다. 천적은 구름표범, 말레이곰, 바다악어, 말레이가비알, 그물무늬비단뱀이다.

## 계통 분류
다음은 잎원숭이족의 계통 분류이다.

|  | 회색랑구르속 |
|  |              |
|  | 루뚱원숭이속 |
|  |              |

|  | 코주부원숭이속                                                  |
|  |                                                                 |
|  | \| \| 두크원숭이속 \| \| \| \| \| \| 들창코원숭이속 \| \| \| \| |
|  |                                                                 |
|  | 두크원숭이속                                                    |
|  |                                                                 |
|  | 들창코원숭이속                                                  |
|  |                                                                 |

|  | 두크원숭이속   |
|  |                |
|  | 들창코원숭이속 |
|  |                |

|  | 코주부원숭이속                                                  |
|  |                                                                 |
|  | \| \| 두크원숭이속 \| \| \| \| \| \| 들창코원숭이속 \| \| \| \| |
|  |                                                                 |
|  | 두크원숭이속                                                    |
|  |                                                                 |
|  | 들창코원숭이속                                                  |
|  |                                                                 |

|  | 두크원숭이속   |
|  |                |
|  | 들창코원숭이속 |
|  |                |

|  | 회색랑구르속 |
|  |              |
|  | 루뚱원숭이속 |
|  |              |

|  | 코주부원숭이속                                                  |
|  |                                                                 |
|  | \| \| 두크원숭이속 \| \| \| \| \| \| 들창코원숭이속 \| \| \| \| |
|  |                                                                 |
|  | 두크원숭이속                                                    |
|  |                                                                 |
|  | 들창코원숭이속                                                  |
|  |                                                                 |

|  | 두크원숭이속   |
|  |                |
|  | 들창코원숭이속 |
|  |                |

|  | 코주부원숭이속                                                  |
|  |                                                                 |
|  | \| \| 두크원숭이속 \| \| \| \| \| \| 들창코원숭이속 \| \| \| \| |
|  |                                                                 |
|  | 두크원숭이속                                                    |
|  |                                                                 |
|  | 들창코원숭이속                                                  |
|  |                                                                 |

|  | 두크원숭이속   |
|  |                |
|  | 들창코원숭이속 |
|  |                |